# Suffield (Norfolk)
Suffield is een civil parish in het bestuurlijke gebied North Norfolk, in het Engelse graafschap Norfolk met 129 inwoners.